# Courage Compétition
Pour les articles homonymes, voir Courage et Courage (homonymie).
Courage Compétition était une écurie de course automobile basée au Mans, près du circuit de la Sarthe. Elle est fondée par Yves Courage le 8 octobre 1981, pilote automobile français engagé en courses de côte dans les années 1970 puis aux 24 Heures du Mans, elle appartient depuis septembre 2007 au Groupe Oreca.

## Histoire

### Yves Courage
Yves Courage est né le 27 avril 1948. Il entame sa carrière de pilote automobile en 1972 et s'engage dans différentes catégories de course de côte tout au long des années 1970. En 1980, il a remporté plus de 80 victoires dont le Mont-Dore. En 1977, il s'engage pour la première fois aux 24 Heures du Mans. En 1981, avec Jean-Philippe Grand, il termine l'épreuve à la 18e place du classement général mais vainqueur de la catégorie dans laquelle leur Lola-BMW était engagée. Dans la foulée de ce succès, Yves Courage décide de fonder sa propre écurie de course et commence la construction d'un prototype avec lequel il pourra courir l'édition des 24 Heures du Mans 1982.

### Premières années
En 1982, après de longues nuits blanches de travail, la Cougar C01, répondant au règlement du nouveau groupe C est engagée aux 1 000 km du Nurburgring. Elle est équipée du Ford-Cosworth V8 DFL et la société française Primagaz fait confiance au nouveau constructeur sarthois grâce à Jacques Petitjean, responsable de la communication de la marque. Aux 24 Heures du Mans, l'équipage que compose Yves Courage avec Jean-Philippe Grand et Michel Dubois est contraint d'abandonner après 78 tours de course. Il revient en 1983 avec une C01 modifiée, puis en 1984 avec la C02. Ces deux tentatives se soldent par autant d'abandons. Les vibrations causées par le V8 Ford ont, à chaque fois, raison de la fiabilité des Courage. Il annonce alors la conclusion d'un accord avec Porsche pour les 24 Heures du Mans 1985.

### Ère Porsche
En 1985, Yves Courage annonce la conclusion d'un accord avec Porsche afin de remplacer le moteur Ford-Cosworth. Pour s'adapter au moteur turbo flat-6 du constructeur allemand, Courage construit un nouveau châssis : la Courage C12. Les effets de ce changement se font très vite ressentir : la C12 termine 20e puis 18e en 1986. En 1987, la C20 termine 3e des 24 Heures derrière la Porsche 962C officielle et une autre 962C préparée par Courage Compétition. La même année, Courage participe partiellement au championnat du monde des voitures de sport et l'écurie obtient la 8e place du classement des constructeurs. Yves Courage choisit alors d'abandonner sa carrière de pilote pour se consacrer pleinement à la gestion de son équipe.
En 1988, l'écurie n'est pas en mesure de réitérer ses exploits. La Courage C22 abandonne après 66 tours et ne marque des points qu'à une seule occasion lors du championnat des voitures de sport. L'année suivante, Courage aligne quatre voitures au départ des 24 Heures : deux Courage-Porsche C22LM et une March-Nissan engagées dans la catégorie C1 du Groupe C, une Courage-Porsche C20B dans la catégorie C2. Seule cette dernière réussit à terminer l'épreuve, à la 14e place du classement général et surtout à la 1re place de sa catégorie. Au championnat des voitures de sport, l'écurie termine à la 11e place des constructeurs, marquant des points cinq fois sur huit. L'année suivante, la C24S rallie l'arrivée du Mans à la 7e puis à la 11e en 1991.
À la suite de changements dans la réglementation, Courage engage des C28LM dans la nouvelle catégorie C3 (la meilleure, conduite entre autres par Henri Pescarolo, termine à la 6e place, 1re de sa catégorie) mais ne peut pas s'engager dans la dernière édition du championnat du monde des voitures de sport, le moteur Porsche turbo flat-6 n'étant plus aux normes pour y figurer. En 1993, deux des trois C30LM terminent la course aux 10e et 11e places. En 1994, la meilleure C32LM se classe 7e.
En 1995, avec Bob Wollek, Éric Hélary et Mario Andretti, la Courage-Porsche C34 no 13 se classe 2e à un tour de la McLaren F1 GTR qui remporte l'épreuve. En 1996, les Courage C30 terminent aux 7e et 12e places, respectivement 2e et 3e places de la catégorie Le Mans Prototypes (LMP) nouvellement crée dans laquelle elles sont engagées. L'un des deux équipages est emmené par Henri Pescarolo, qui commence à développer sa propre écurie en partenariat avec Courage. Les bons résultats sont une nouvelle fois au rendez-vous pour le duo en 1997 et les Courage C31 terminent aux 4e, 7e et 16e places. Après plus de dix ans de partenariat avec Porsche, Courage s'engage pour la dernière fois en 1998 avec des moteurs allemands à bout de souffle. Les Courage terminent aux 15e et 16e.
Henri Pescarolo s'engage une toute dernière fois avec une Courage-Porsche aux 24 Heures du Mans 1999 avant de créer officiellement son équipe, Pescarolo Sport.

### Moteurs Nissan
Dans l'objectif de mettre au point un prototype ouvert pour l'édition 1999, le constructeur nippon Nissan se tourne vers Courage pour concevoir un châssis et développer le moteur japonais. Ainsi, en 1998, deux Courage propulsées par des moteurs Nissan sont engagées au départ avec le moteur VRH35Z 3,5 L V8 Turbo auparavant utilisés la Nissan R390 GT1 mais les deux abandonnent. Nissan poursuit sa collaboration avec Courage en 1999 et achète un châssis C52 pour courir aux côtés de leur propre prototype R391, alors que l'écurie française continue d'utiliser et de développer les moteurs Nissan dans sa propre voiture. La Courage-Nissan engagée par Courage termine 6e, la Courage-Nissan engagée par Nissan 8e et Henri Pescarolo dans sa Courage-Porsche rallie l'arrivée à la 9e place. À la suite du rachat de Nissan par Renault, le programme sportif en endurance de la marque nippone prend fin en 1999 alors que Courage Compétition avait, avant l'épreuve mancelle, prolongé son partenariat.

### Ère moderne

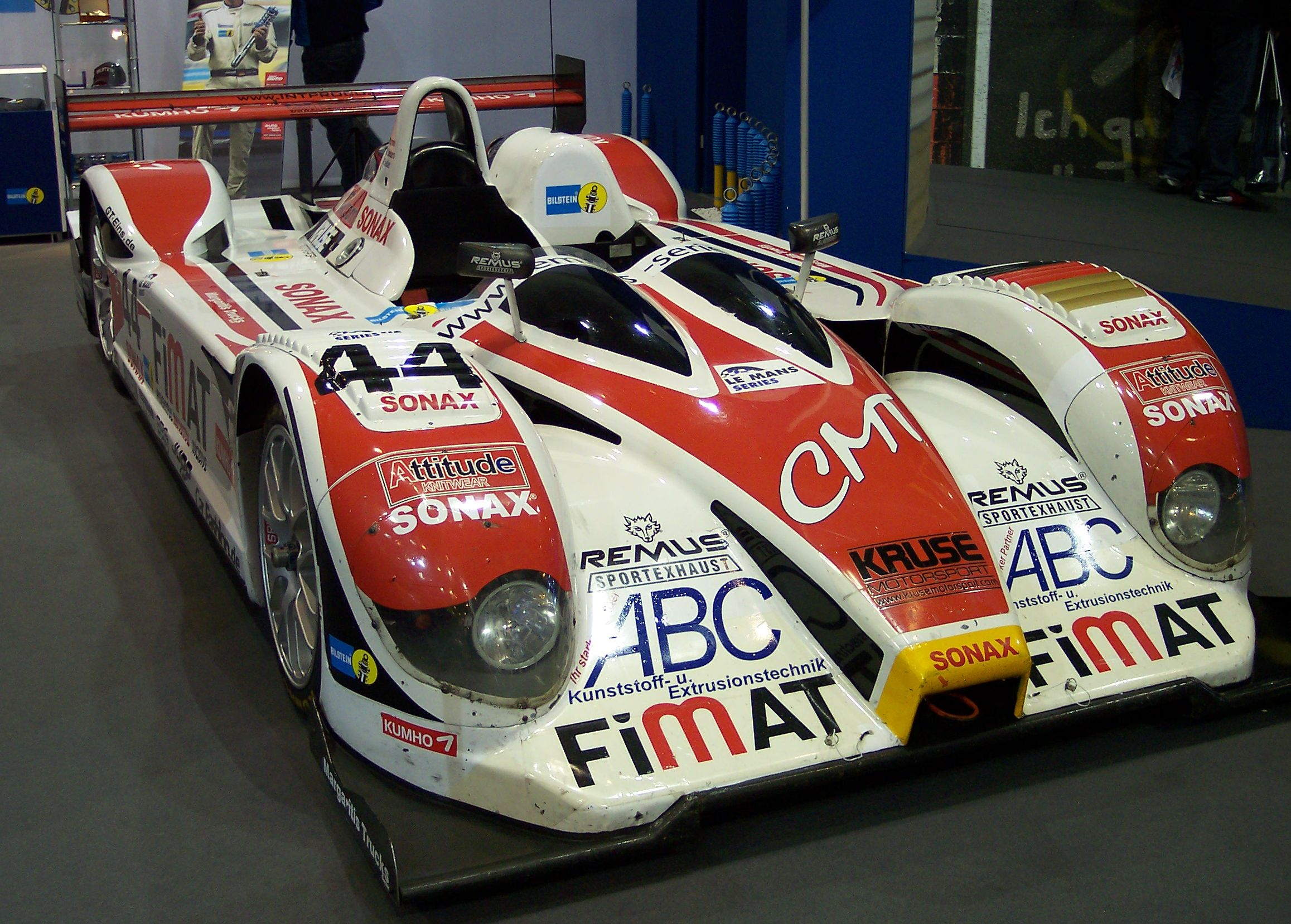
Courage C65

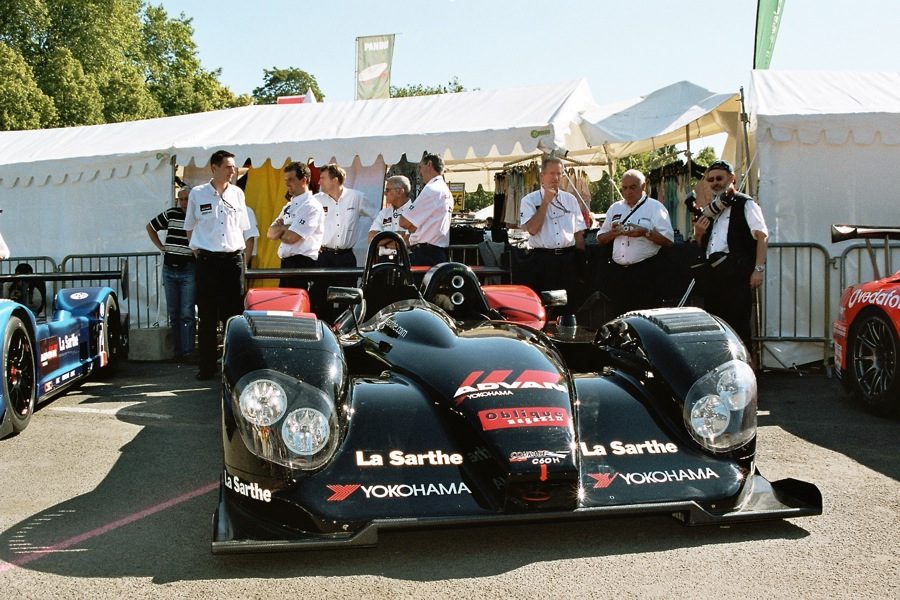
Courage C60 en 2006

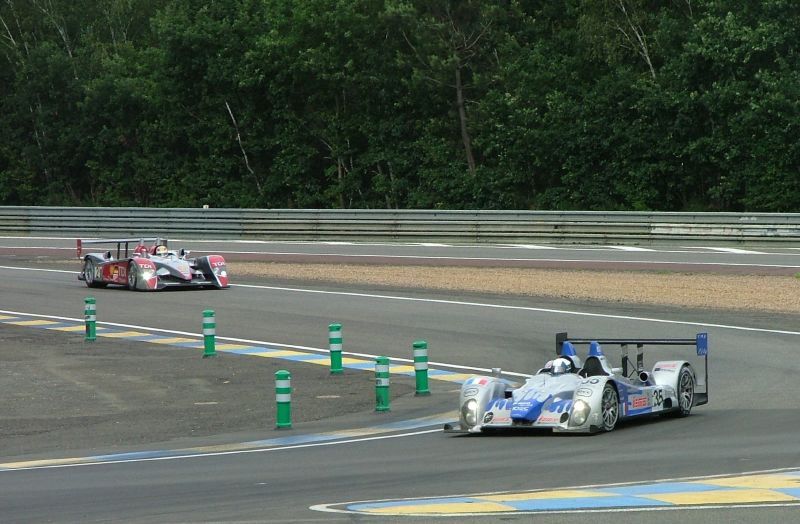
Courage LC75 en 2007

Pour l'édition de l'an 2000, Courage construit un nouveau châssis, conçu par Paolo Catone pour s'engager dans la catégorie LMP1 : la C60. À la suite de l'arrêt du partenariat Nissan, Courage Compétition ne peut s'engager officiellement et vend le 1er exemplaire de la C60 à SMG dirigé par Philippe Gache. Initialement développée pour le V8 Atmo de la Nissan R391 vue au Mans en 1999, le V10 Judd remplace le moteur japonais. Dans le même temps, Henri Pescarolo engage une C52 équipée d'un moteur Peugeot turbocompressé basé sur celui de la 607 V6. Si l'ancien châssis utilisé par Pescarolo Sport termine à une brillante 4e place, la C60 n'atteint pas l'arrivée.
En 2001, Pescarolo achète deux nouvelles C60. L'une des deux voitures termine à la 13e place, tandis que la Courage engagée par SMG et toujours équipée du V10 Judd ne peut terminer l'épreuve. 
En 2002, Courage Compétition revient officiellement avec une C60 Judd confiée au trio Cottaz-Derichebourg-Bjork. Après divers ennuis dans la soirée et une partie de la nuit, la C60 officielle termine 15e. Deux autres C60 sont engagées par Pescarolo Sport. Ces voitures présentes des carrosseries inédites développées par André de Cortanze. Alors que l'une d'elles abandonnera, l'autre terminera 10e de l'épreuve.
Fin 2002, Courage Compétition décide de diversifier ses activités et construit une LMP675 : la C65, petit prototype développé sur la base de la C60. Initialement projet 100 % sarthois, cette voiture est équipée du moteur JPX fabriqué à Vibraye lorsqu'elle se présente au pesage des 24 Heures du Mans 2003. Elle est emmenée par un équipage médiatique composé de Philippe Alliot, David Hallyday et Carl Rosenblad. L'autre voiture engagée, une C60 est quant à elle confiée au trio français Jonathan Cochet, Stephan Grégoire et Jean-Marc Gounon - remplaçant de Boris Derichebourg après son accident en FFSA GT à Pau. La C60 sera l'actrice d'une fin de course mémorable où elle se battra pour la 5e place jusque dans le dernier tour contre la Panoz officielle de Olivier Beretta et la Dome de Jan Lammers. Finalement, privée d'embrayage, la Courage terminera 7e.
En novembre 2003, l'ACO, souhaitant mettre en place un championnat d'endurance européen en 2004, organise les 1 000 km du Mans sur le circuit Bugatti. Courage y engage sa C65 toujours équipée du JPX pour un équipage inédit composé du russe Roman Rusinov, du San Marinais Enrico Muscioni et du belge Wim Eyckmans. Sous une pluie diluvienne, la petite Courage ne trouvera pas d'adversaire à sa taille, survolera la catégorie LMP675 et terminera 4e au général.
2004 est une année charnière pour Courage. Le constructeur sarthois, fort de sa victoire aux 1 000 km du Mans, décide de s'engager pleinement dans la catégorie LMP675 devenue entre-temps LMP2. Des teams, comme le Paul Belmondo Racing ou Epsilon Sport souhaitant s'engager dans le nouveau championnat s'approchent de Courage pour se procurer une C65. Devant cette nouvelle activité, décision est prise de ne s'engager qu'au Mans avant de participer à la seconde partie du championnat officiellement.
Deux engagements sont demandés aux 24 Heures au nom de Courage (Courage C65 JPX), deux au nom d'Epsilon Sport (Courage C65 JPX) et un au nom de Belmondo (Courage C65 AER) qui a déjà participé aux 1 000 km de Monza, 1re épreuve du championnat.
En 2004, Courage s'engage dans le championnat « Le Mans Endurance Series » nouvellement créé par l'ACO et remporte le classement des constructeurs de la catégorie LMP2 mais échoue à terminer aux 24 Heures avec la C65, alors que la C60 no 18 du team Pescarolo termine à la 4e place, derrière les Audi qui dominent la course. Cette C60 n'a plus grand-chose en rapport avec les C60 d'origine, l'écurie de « Pesca » l'ayant fortement modifiée.
Pour cette édition, Courage fournit également des châssis « clients » à plusieurs équipes, entre autres au Paul Belmondo Racing. Une dizaine de C65 seront ainsi produites, faisant de Courage le plus gros fournisseurs de châssis de la catégorie LMP2.
Pour l'édition des 2005 des 24 Heures, Courage reprend la C60 pour en faire un prototype « hybride ». La Courage C60 officielle termine à la 8e place tandis qu'une Pescarolo C60 fortement modifiée termine à la 2e place.
Courage Compétition aligne deux voitures dans le championnat Le Mans Serie avec les soutiens de Yokohama et de Mugen Motorsports. Le V8 de l'entreprise japonaise remplace le V10 Judd, en échange d'un châssis Courage pour l'engager dans le championnat nippon Le Mans Challenge. Le châssis C60, jugé trop âgé par Courage, est remplacé par la nouvelle LC70 LMP1 dont l'équipe suisse Spirit acquiert un exemplaire. Pescarolo, lui, continue d'engager sa C60 modifiée. Pescarolo Sport domine le championnat et remporte les cinq courses, la voiture engagée par Spirit termine 4e et les deux Courage officielles 8e et 10e. La nouvelle Courage connaît de nombreux problèmes de fiabilité et ne peut faire de bons résultants malgré sa compétitivité. En LMP2, la Courage cliente du team Barazi-Epsilon remporte le championnat. Et dans le championnat ALMS, l'équipe officielle Mazda termine à la 3e place avec une Courage C65. Aux 24 Heures du Mans, Pescarolo termine aux 2e et 5e places tandis que les Courage LC70 ne peuvent terminer la course.
Courage construit un nouveau châssis pour remplacer la C65 en LMP2 : la Courage LC75. Acura en achète trois afin de s'engager en ALMS mais modifie la carrosserie à tel point que la voiture est ré-homologué en tant qu'Acura ARX-01. Courage met fin à sa collaboration avec Mugen et utilise un moteur AER dans ses voitures d'usine. Pour se conformer à la nouvelle réglementation, Pescarolo Sport construit un nouveau châssis tout en continuant d'utiliser la carrosserie de la C60 : la voiture devient officiellement « Pescarolo 01 ». Aux 24 Heures, la meilleure Pescarolo termine 3e et la meilleure Courage 26e.
Le 14 septembre 2007, Oreca annonce le rachat de Courage Compétition. Yves Courage reste dans l'entreprise et Oreca exprime son désir d'utiliser l'ingénierie de Courage afin de développer un nouveau prototype LMP1. Aux 24 Heures 2008, la meilleure Courage-Oreca, à nouveau équipée du moteur Judd, termine à la 8e place.
En juin 2010, Yves Courage présente son projet M0.11 porté par une nouvelle entité baptisée Courage Matis.
Le rapprochement entre Courage et Matis a été réalisé et rendu possible grâce au concours de Alex Villard, ancien ingénieur de piste chez Courage Compétition de 1998 à fin 2002, et employé par Matis depuis 2003.
L'objectif est de faire courir un prototype 100 % électrique dès les 24 Heures du Mans 2011. Le projet ne verra finalement pas le jour.

## Modèles

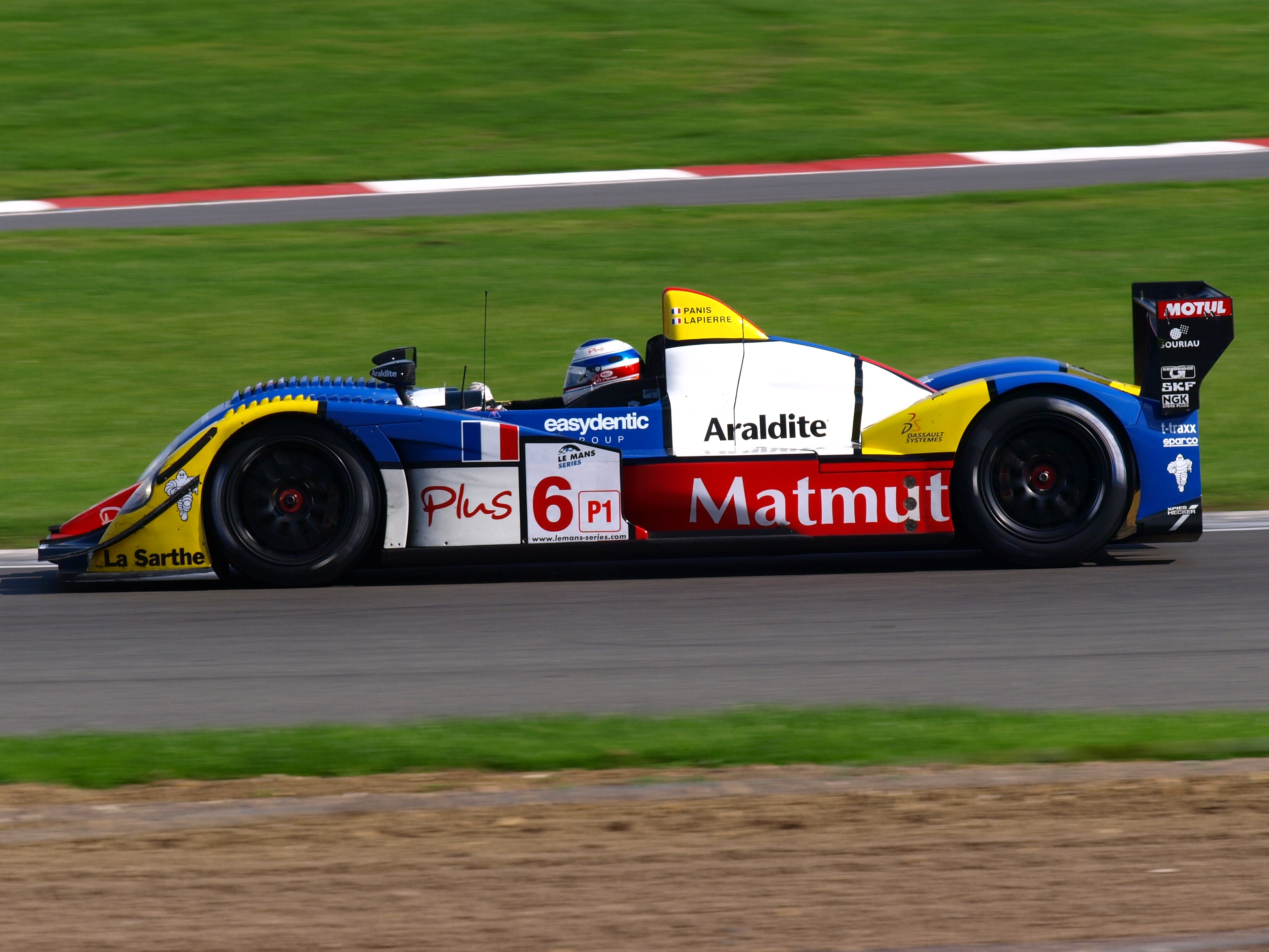
Courage LC70

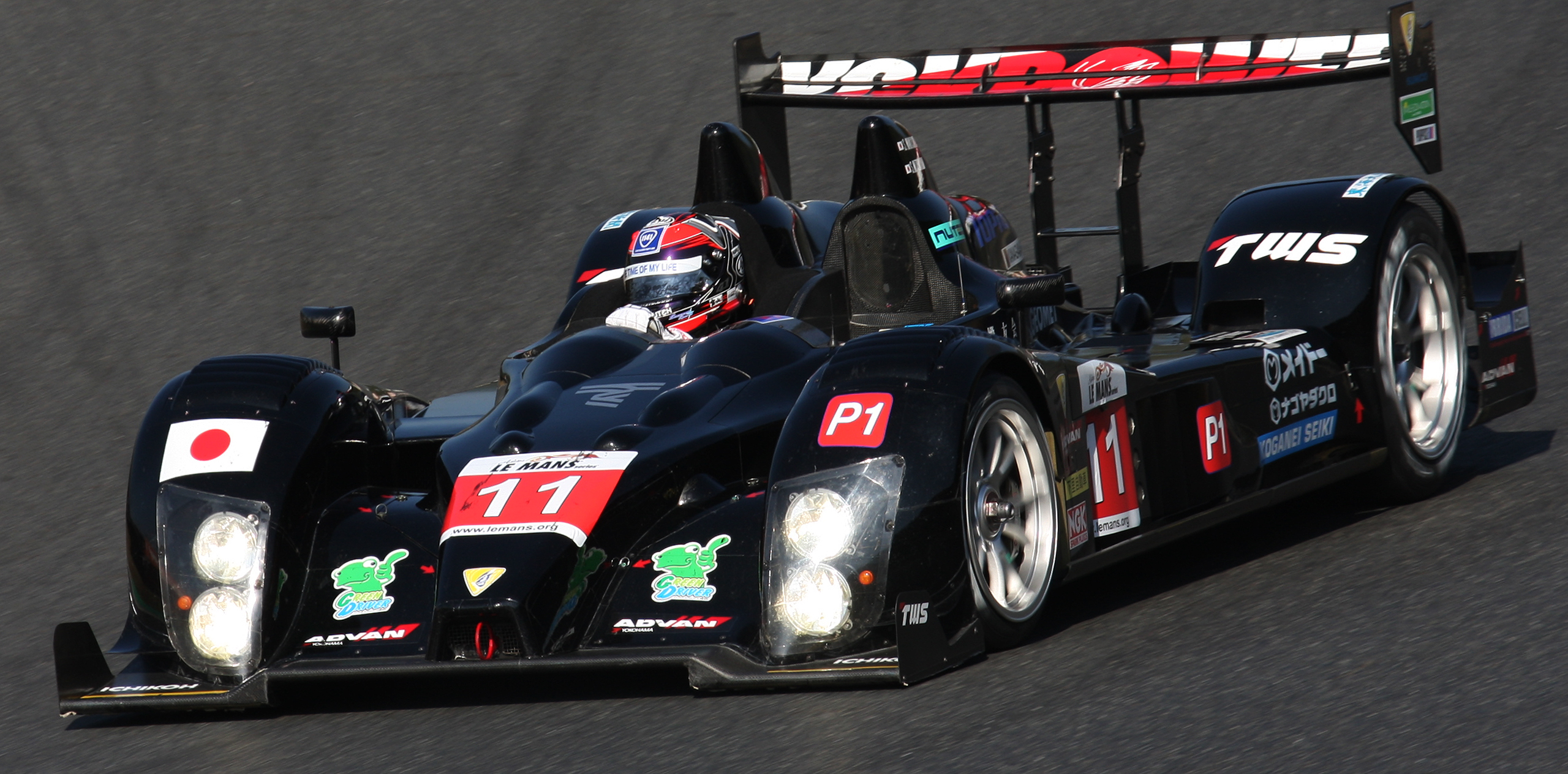
Courage-Oreca LC70 en 2009 aux 1000 km de Okayama

| * C01 (1982) | * C22 (1988)  | * C30LM (1993) | * C41 (1995) | * C60 (2000)  |
| * C02 (1984) | * C24S (1990) | * C32LM (1994) | * C50 (1999) | * C65 (2003)  |
| * C12 (1985) | * C26S (1991) | * C34 (1995)   | * C51 (1998) | * LC70 (2006) |
| * C20 (1987) | * C28S (1992) | * C36 (1996)   | * C52 (1999) | * LC75 (2007) |